# Юнк, Бенедетто
Бенедетто Юнк (итал. Benedetto Junck; 21 августа 1852 года, Турин, королевство Сардиния — 3 октября 1903 года, Сан-Виджилио (близ Бергамо), королевство Италия) — итальянский композитор.

## Биография
Бенедетто Юнк родился 24 августа 1852 года в Турине, в королевстве Сардиния в богатой семье эльзасца и итальянки. Получив математическое образование в Турине, поступил на работу в коммерческий дом в Париже. Будущий композитор хотел посвятить себя сочинению музыки, но подчинился воле отца и продолжил семейное дело. Вскоре, однако, призвание одержало вверх, чему во многом способствовало знакомство с творчеством современных ему композиторов в Париже. Его музыкальное образование в то время ограничивалось умением играть на фортепиано.
В 1870 году Бенедетто Юнк вернулся в Турин, чтобы, как того требовал закон, пройти год военной службы. За это время умер его отец, он получил возможность следовать своему призванию. В 22 года поступил в Миланскую консерваторию, где обучался у Альберто Маццукато гармонии и контрапункту. Некоторое время учился у Антонио Бадзини.
Женившись в 1879 году, окончательно поселился в Милане, и зимой того же года в собственном доме дал первые концерты. Его дом стал местом, где на музыкальных вечерах собирались известные артисты того времени. Сам композитор заслужил признание современников, как выдающийся сочинитель песен и романсов.
Бенедетто Юнк умер в Сан-Виджилио близ Бергамо 3 октября 1903 года.

## Творческое наследие
Творческое наследие композитора включает несколько сочинений камерной музыки и многочисленные сочинения для вокала. В числе последних им были написаны: «Нежный вечер» (итал. Dolce sera) и «Любовь и снег» (итал. Amore e neve) на стихи Энрико Панцакки. На стихи Генриха Гейне композитором были также написаны романсы «Май вернулся» (итал. Maggio è tornato), «Серенада мавра» (итал. Serenata di un Moro), «Моя прекрасная рыбачка» (итал. Mia bella pescatrice), «Ты прекрасна, моя сладость» (итал. Tu sei bella, o mia dolcezza) и другие.
- «Серенада» (итал. Serenata), лирический цикл на стихи Августа Берта для сопрано, тенора и струнного квинтета.
- «Симона» (итал. La Simona), лирический цикл из 12 песен на стихи Фердинандо Фонтаны для сопрано, тенора и фортепиано, Милан, 1878 г.
- «8 романсов» (итал. Otto romanze) — «Ты прекрасна, моя сладость» (итал. Tu sei bella, o mia dolcezza), «Утром расцветают фиалки» (итал. La mattina le mammole t'invio), «О, эти пальцы» (итал. Quelle dita oh potess'io), «Печаль души моей» (итал. Flebil traversa l'anima mia), «Когда я смотрю на Вас пристально» (итал. Quando ti guardo fiso) и «У неё своя звезда на небе» (итал. Ha le sue stelle il cielo) — все на стихи Генриха Гейне, Милан, 1880 г.
  - 1. Мелодия: «Ты прекрасна, о моя сладость» (из Генриха Гейне: «Du bist wie eine Blume», перевод Бернардино Зендрини)
  - 2. Мелодия: «Я посылаю тебе фиалки утром» (из Гейне: «Morgens send ich dir die Veilchen», перевод Б.Зендрини)
  - 3. Романтика: Dolce sera (текст Энрико Панцакки)
  - 4. Романс: Любовь и снег (текст Э. Панцакки)
  - 5. Романс: Quelle dita oh potess’io (из Гейне: Deine weissen Lilienfinger, перевод Бернардино Зендрини)
  - 6. Романс: «Flebil traversa l’anima mia» (из Гейне: «Leise zieht durch mein Gemüt», перевод Б. Зендрини)
  - 7. Романс: «Когда я смотрю на тебя прямо» (из Гейне: «Wenn ich in deine Augen seh», перевод Б. Зендрини)
  - 8. Романс: «На небе есть звезды» (из Гейне: «Das Meer Hat Seine Perlen», перевод Б. Зендрини)
- «Май вернулся», романс для голоса и фортепиано (из Гейне: «Gekommen ist der Maie», перевод Б. Зендрини), Лукка, около 1884 г.
- «Серенада мавра», романс для голоса и фортепиано (из Гейне: «Ständchen eines Mauren», перевод Б. Зендрини), Лукка, около 1884 г.
- Соната ля ля для скрипки и фортепиано, Милан, 1884 г.
- Соната ре мажор для скрипки и фортепиано, Милан, 1885 г.
- Струнный квинтет ми мажор, Милан, 1886 г.
- «Шесть стихотворений Гейне», для голоса и фортепиано, Милан, после 1888 г.
  - 1. «Флебиль пересекает мою душу» (из Гейне: «Deine weissen Lilienfinger», перевод Б. Зендрини)
  - 2. «Моя прекрасная рыбачка» (из Гейне: «Du schönes Fischermädchen» в переводе Джулио Чезаре Секко-Суарди)
  - 3. «Ты прекрасна, моя милая» (из Гейне: «Du bist wie eine Blume» в переводе Зендрини)
  - 4. «Когда-то ваш откровенный человек» (из Гейне: «Deine weissen Lilienfinger», перевод Г. К. Секко-Суарди)
  - 5. «Высоко стоит луна и расходятся волны» (из Гейне: «Der Mond ist aufgegangen», перевод Г. К. Секко-Суарди)
  - 6. «Маленькая бабочка любит розу» (из Гейне: «Der Schmetterling ist in die Rose verliebt», перевод Г. К. Секко-Суарди)